# 飯田真矢
飯田 真矢（いいだ しんや、1982年6月5日 - ）は日本の男性声優、俳優。千葉県出身。

## 人物
以前はB-Boxに所属していた。
趣味は洋楽、ラーメン食べ歩き。特技はマラソン。

## 出演作品

### テレビアニメ
2006年
- 家庭教師ヒットマンREBORN!（黒服）

2008年
- 遊☆戯☆王5D's（ユージ）

### 劇場アニメ
2008年
- 劇場版 NARUTO -ナルト- 疾風伝 絆

2009年
- ホッタラケの島 〜遥と魔法の鏡〜

### OVA
2008年
- よつのは

### ゲーム
2009年
- 伯爵と妖精 〜夢と絆に想いを馳せて〜

### オリジナルビデオ
2011年
- 呀〈KIBA〉 〜暗黒騎士鎧伝〜（騎士の声）

### ドラマ
2009年
- ラブコネクター

### 映画
2008年
- デトロイト・メタル・シティ

### 舞台
2007年
- 七色空間presents「大正純愛歌」
- 朗読劇「キンキラカヲス公演」
- Keep On Rhythm
- 劇団民話芸術座2007年度巡回公演「雪女」